# 青山隼
青山隼（1988年1月3日—），日本職業足球員，前日本20歲以下足球代表隊成員。

## 俱乐部生涯
2006年，青山隼在名古屋鯨魚开始足球生涯。2008年转会至大阪櫻花，2009年转会至德島漩渦，2011年转会至浦和紅鑽，2012年转会至德島漩渦。

## 日本國家足球隊
青山隼参加了2007年U-20世界盃。

## 外部連結
- （日語）J.League Data Site （页面存档备份，存于）